# Hydropolis

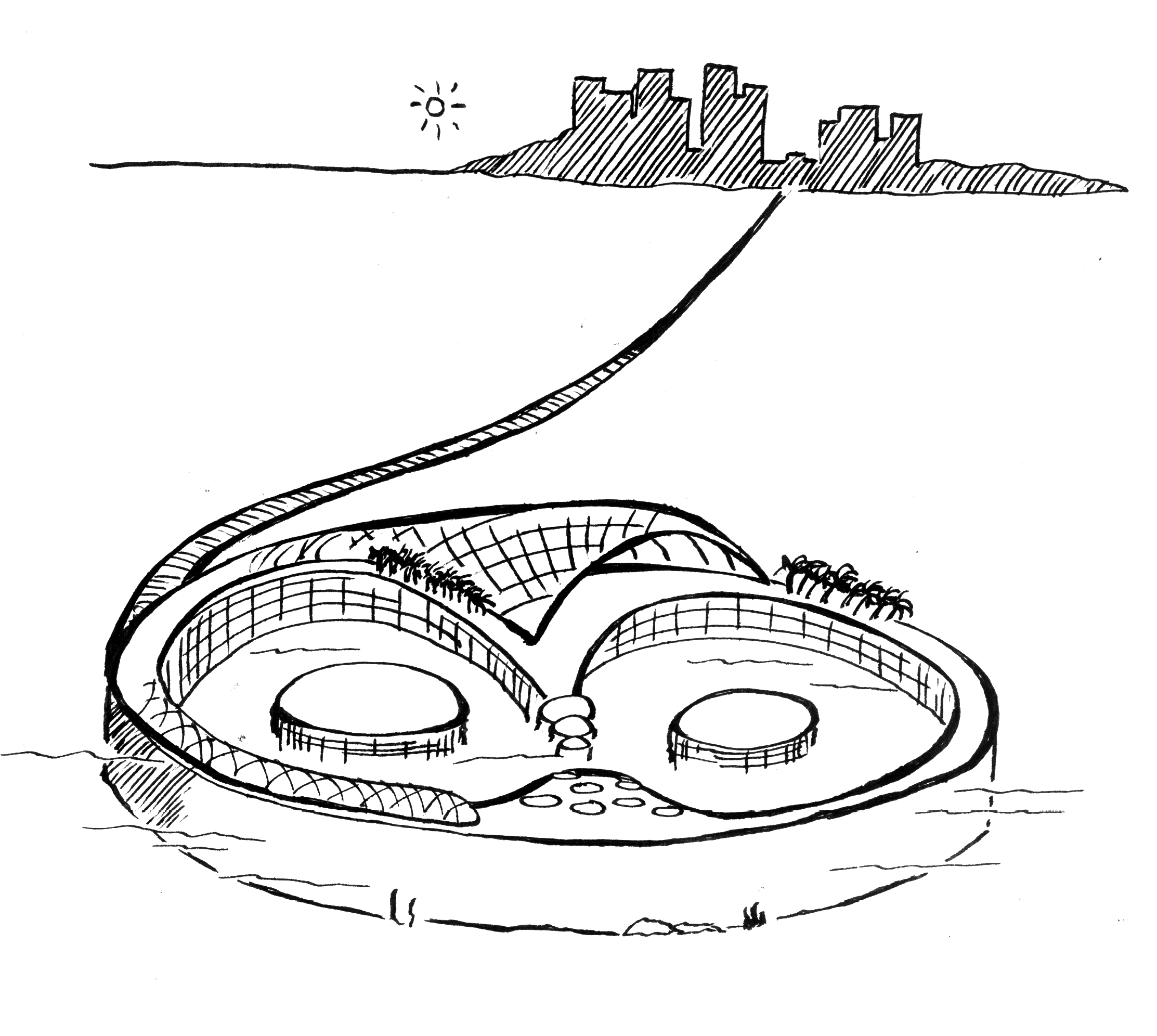
Boceto del diseño del hotel.

El Hydropolis Underwater Hotel and Resort (Hotel Submarino y Albergue Hydropolis) es un hotel planeado para ser el primer albergue de lujo bajo el agua del mundo. Estaría situado 20 metros por debajo de la superficie del Golfo Pérsico justo frente a la playa de Jumeirah en Dubái (Emiratos Árabes Unidos). Reforzado con concreto y acero, sus paredes y domo con forma de burbuja de Plexiglas permitirán a sus huéspedes observar los peces y otras criaturas marinas. Básicamente está dividido en tres secciones: una estación en tierra, que dará la bienvenida a los visitantes; un túnel de interconexión que trasportará a las personas a las instalaciones principales del hotel vía tren; y las 220 suites y centros de ocio del complejo. Cubrirá 260 hectáreas de extensión, casi el doble del tamaño del Hyde Park de Londres, a un costo estimado de $594 millones. Se ha autoproclamado un hotel de “10 estrellas”, siendo su diseñador el arquitecto alemán Joachim Hauser.
La apertura del hotel estaba prevista para finales del 2007. Sin embargo, en febrero del 2008, el lanzamiento de Hydropolis fue reprogramado, debido a cuestiones de costo y a la preocupación por el impacto del proyecto sobre la vida marina. La construcción se ha enfrentado a grandes retrasos, y se tenía como última fecha esperada de inauguración a abril del 2009. Sin embargo, no se ha iniciado construcción alguna hasta la fecha.
El hotel, así como sus proyectos hermanos, está siendo desarrollado por la Crescent Hydropolis Holdings LLC, firma especialmente creada para estas edificaciones.

## Proyectos hermanos
- Otro hotel submarino está planeado en Qingdao (China), en las aguas del Mar Amarillo a una profundidad entre 16 a 20 metros en marea baja. Los huéspedes llegarían al hotel en yate.
- También en China está planeado un hidro palacio acuático al cual se accederá a través de una hidro torre adyacente con base en tierra. Tanto en el palacio como en la torre habrá habitaciones a disposición de los huéspedes. Se espera que las tarifas de sus suites estén muy por encima de otras propiedades de cinco estrellas, a diferencia de sus habitaciones regulares.